# Obcina Curmătura
Obcina Curmăturii  este o sub-grupă montană a Carpaților Maramureșului și Bucovinei, aparținând de lanțul muntos al Carpaților Orientali. Este situată între Obcina Brodinei situată la nord, Obcina Feredeului, situată la vest și Obcina Mare situată la est, fiind cunoscută pentru faptul că de aici izvorăște unul dintre cei mai importanți afluenți de dreapta ai Siretului și anume Moldova. După ieșirea din curmătură, râul formează limita dintre grupa de nord a Carpaților Orientali și cea centrală a acestora având o importanță geografică deosebită pentru Carpații Românești.

## Înălțime maximă
Cel mai înalt punct al obcinei este vârful Chicera Neagră, la 1090 metri.

## Alte articole
- Carpații Maramureșului și Bucovinei
- Munții Carpați
- Lista munților din România